# Samuel Dickstein

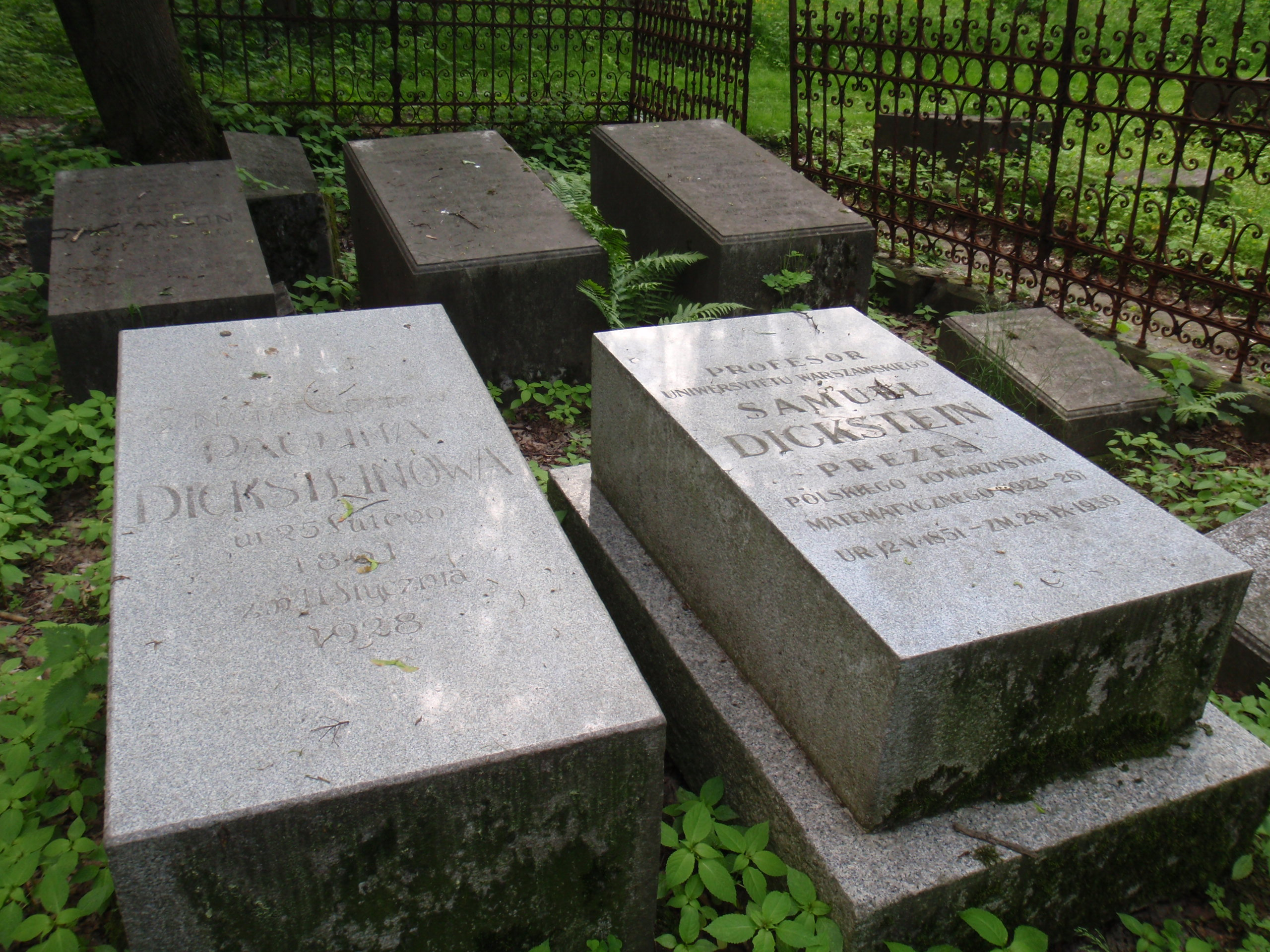
Grób Samuela Dicksteina na cmentarzu żydowskim w Warszawie (po prawej)

Samuel Dickstein (ur. 12 maja 1851 w Warszawie, zm. 28 września 1939 tamże) – polski uczony pochodzenia żydowskiego; matematyk, pedagog i historyk nauki, wydawca, encyklopedysta, członek Towarzystwa Historycznego we Lwowie.

## Życiorys
Syn Rafała i Małgorzaty z Waldenbergów. Brat Szymona Dicksteina. W latach 1866–1869 był słuchaczem Szkoły Głównej. W okresie 1878–1888 prowadził w Warszawie szkołę realną. Zainicjował powstanie na bazie Uniwersytetu Latającego powstanie w 1905 Towarzystwa Kursów Naukowych w Warszawie. W latach 1906–1908 wykładowca matematyki i dziekan Wydziału Przyrodniczego TKN.
W 1915 roku objął posadę profesora Uniwersytetu Warszawskiego, zajmował się głównie teorią liczb i algebrą. W 1921 roku Uniwersytet Warszawski przyznał mu tytuł doktora honoris causa. Był członkiem Obywatelskiego Komitetu Wykonawczego Obrony Państwa w 1920 roku.
W 1884 r. współorganizował serię wydawniczą Biblioteka Matematyczno-Fizyczna, w ramach której publikowano podręczniki akademickie dla studiującej młodzieży. Był założycielem i wydawcą czasopisma „Wiadomości Matematyczne”. W latach 1897–1939 wydał 47 tomów tego czasopisma; po wojnie było ono reaktywowane w roku 1955 przez Polskie Towarzystwo Matematyczne jako jeden z dwóch roczników tego Towarzystwa. Założył również czasopismo „Prace Matematyczno-Fizyczne”, które ukazywało się w latach 1888–1951, jego tradycja jest kontynuowana od 1955 roku przez „Commentationes Mathematicae” (Prace Matematyczne).
W roku 1904 wygłosił odczyt Wronski als Mathematiker na Międzynarodowym Kongresie Matematyków w Heidelbergu. Było to pierwsze wystąpienie polskiego uczonego na tej największa na świecie konferencji poświęconej matematyce. Był członkiem korespondentem Towarzystwa Nauk w Liège, członkiem Towarzystwa Naukowego w Pradze, Związku Czeskich Matematyków i Fizyków, Międzynarodowej Komisji Nauczania Matematyki. Pełnił funkcję wiceprezesa Międzynarodowej Akademii Historii Nauk Ścisłych.
Zajmował się również historią nauki; wspierał finansowo i intelektualnie pracę Edwarda Stamma. Był współzałożycielem Muzeum Przemysłu i Rolnictwa w Warszawie, współorganizował i współfinansował w nim Pracownię Fizyczną. Był pomysłodawcą sieci stacji meteorologicznych, od 1902 r. kierował Centralną Stacją Meteorologiczną przy Muzeum Przemysłu i Rolnictwa. Był współorganizatorem Muzeum Rzemiosła i Sztuki Stosowanej w Warszawie, zajmując się w nim m.in. działem biblioteki. Należał do Towarzystwa Ogrodniczego Warszawskiego, Towarzystwa Przyjaciół Nauk w Poznaniu, Polskiego Towarzystwa Przyrodników im. Mikołaja Kopernika. Był również encyklopedystą oraz w latach 1900–1914 członkiem komitetu redakcyjnego Encyklopedii Wychowawczej . W 1909 r. uczestniczył w odbywającym się w Warszawie I Zjeździe Neurologów, Psychiatrów i Psychologów Polskich. Był jednym z założycieli żydowskiej partii „Zjednoczenie”, opowiadającej się za asymilacją Żydów w Polsce.
W 1880 ożenił się z Pauliną z Natansonów (1861–1928), z którą miał córkę Julię (1881–1943), literatkę, zamężną z Aleksandrem Wieleżyńskim.
Zginął w czasie bombardowania Warszawy we wrześniu 1939 roku. Został pochowany na cmentarzu żydowskim przy ulicy Okopowej w Warszawie (kwatera 20, rząd 9, miejsce 14).

## Ordery i odznaczenia
- Krzyż Komandorski Orderu Odrodzenia Polski (27 listopada 1929)[17]
- Złoty Krzyż Zasługi (11 listopada 1937)[18][19]

## Upamiętnienie
Polskie Towarzystwo Matematyczne utworzyło Nagrodę Dicksteina za wkład w nauczanie, popularyzację i historiografię matematyki.